# Toppenish National Wildlife Refuge
Das Toppenish National Wildlife Refuge a ist ein National Wildlife Refuge in der Yakama Indian Reservation, etwa 6 mi (10 km) südlich von Toppenish im landwirtschaftlich intensiv genutzten Yakima Valley im Osten des US-Bundesstaates Washington. Der nächstgelegene Ort ist Sunnyside. Durch Nutzung des Wassers von Toppenish und Snake Creek sowie mit Unterstützung sommerlicher Beregnung, ist die Verwaltung in der Lage, ein Mosaik geschützter Feuchtgebiete, Auwälder und natürlicher Hochflächen zu unterhalten.
Die Feuchtgebiets-Lebensräume voller Nahrung ziehen tausende überwinternder Wasservögel an. Im Sommer bieten sie Fortpflanzungsmöglichkeiten für eine Reihe feuchtgebietsabhängiger Vögel, Säuger und Pflanzen. Während sich sein Lauf durch das Schutzgebiet schlängelt, spielt der Toppenish Creek eine bedeutende Rolle als einer der letzten verbliebenen Bäche, in denen sich die Columbia River Steelhead-Forelle in ausreichender Zahl vermehrt.
Das Toppenish National Wildlife Refuge ist ein Ort, an dem spektakuläre Ansammlungen von Wasservögeln beobachtet werden können; es bietet außerdem Möglichkeiten für die Jagd, Natur-Fotografie und Umweltbildung.